# لپوسسیون
شهر لپوسسیون (به فرانسوی: La Possession) در شهرستان رئونیون در ناحیه رئونیون با جمعیت ۲۶٬۲۴۲ نفر در کشور فرانسه واقع شده‌است

## منابع

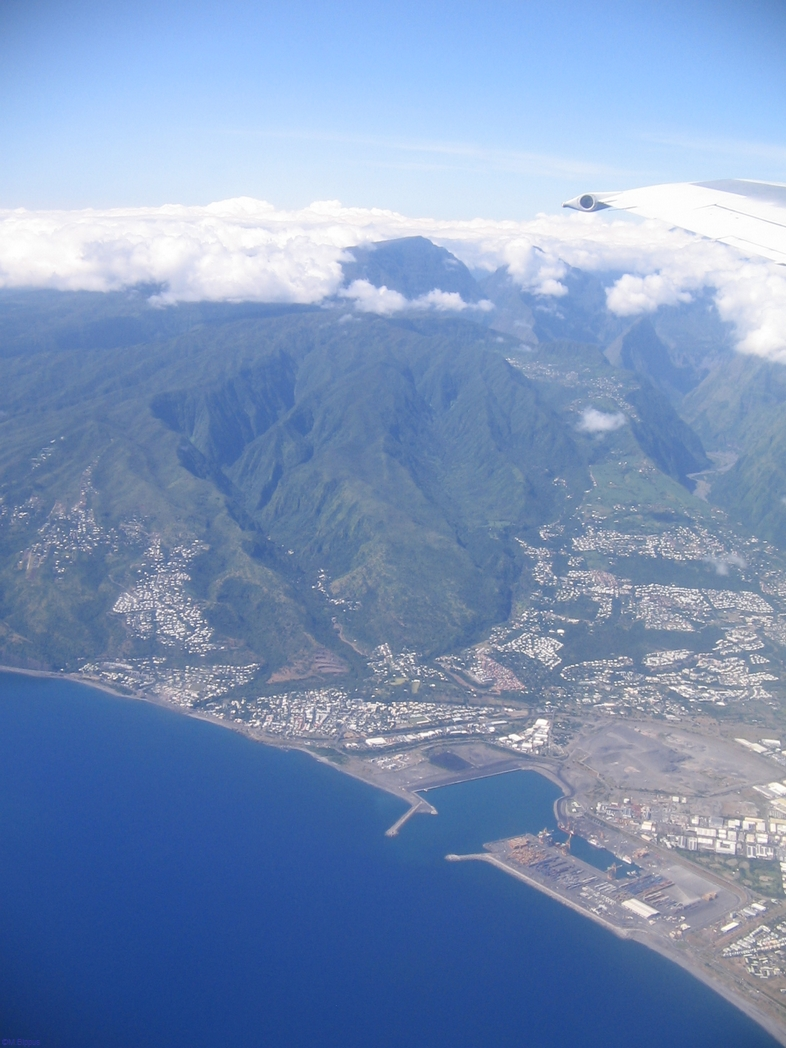
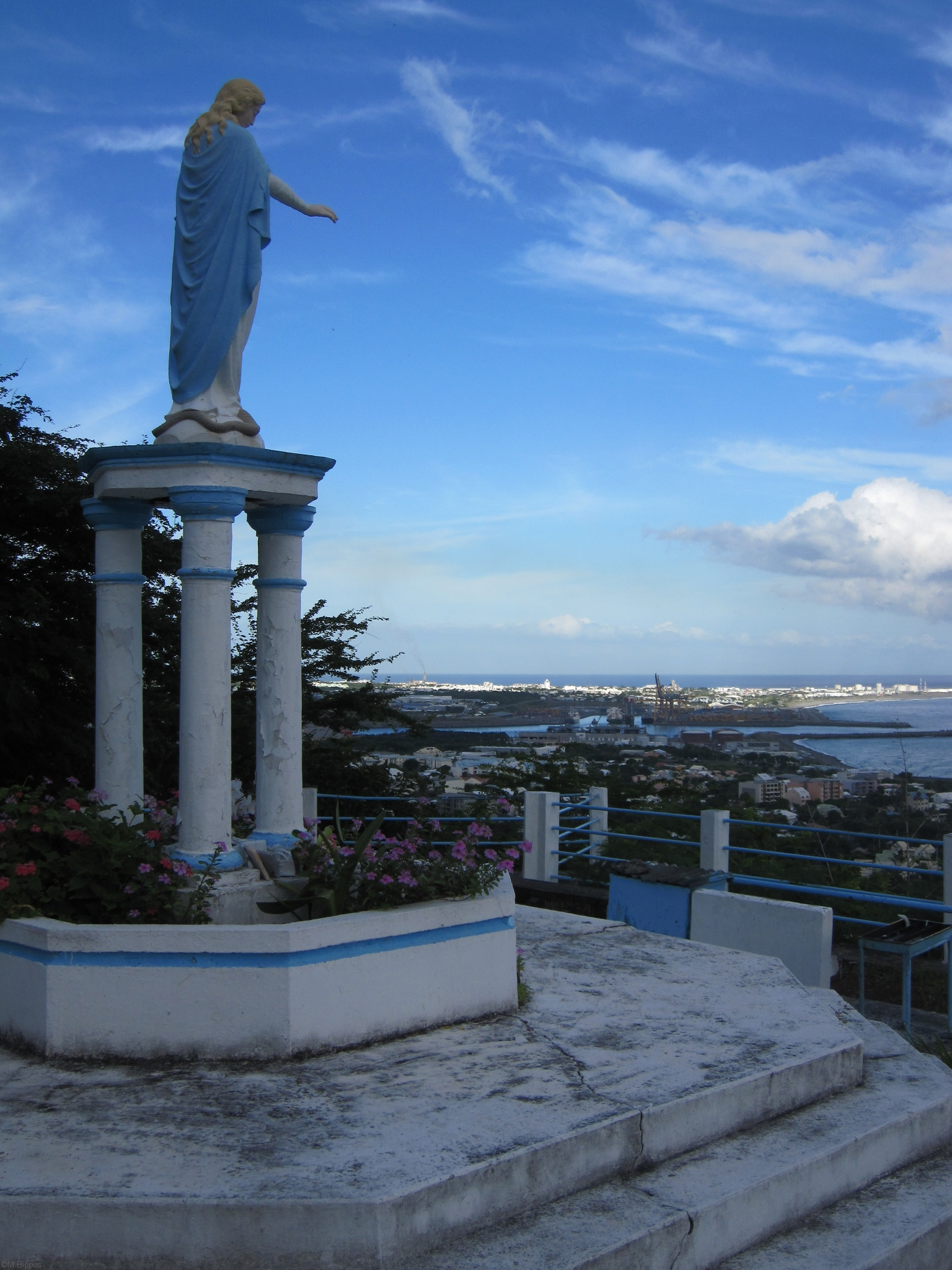
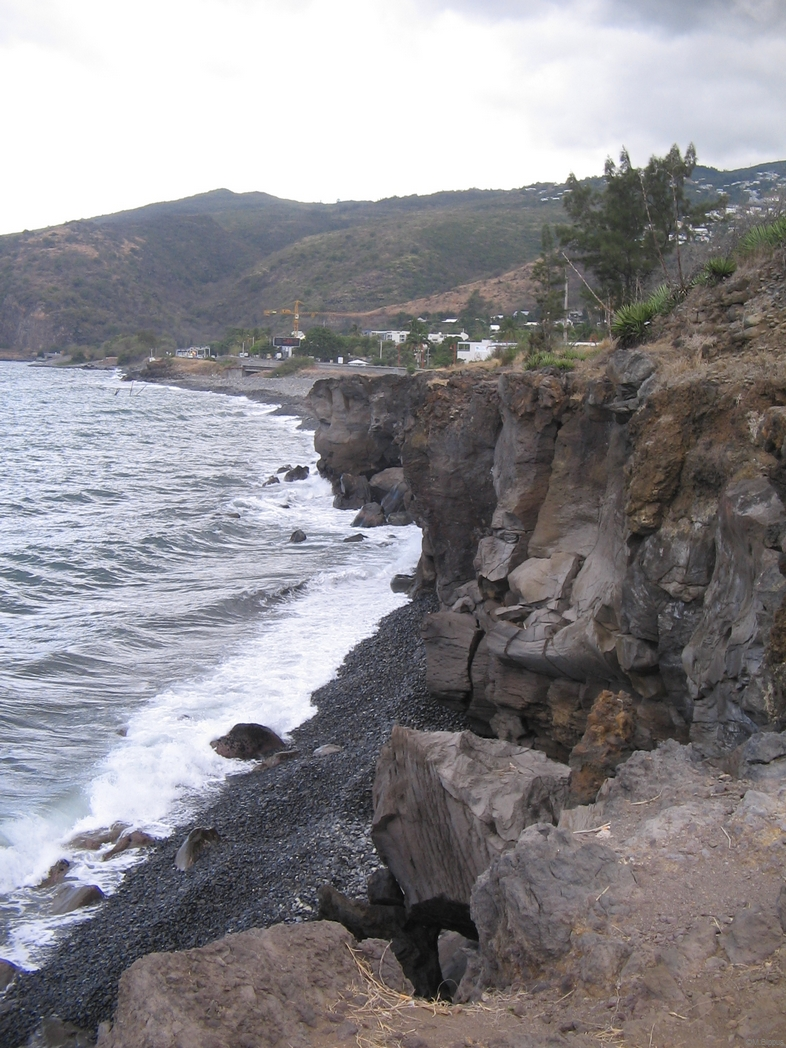
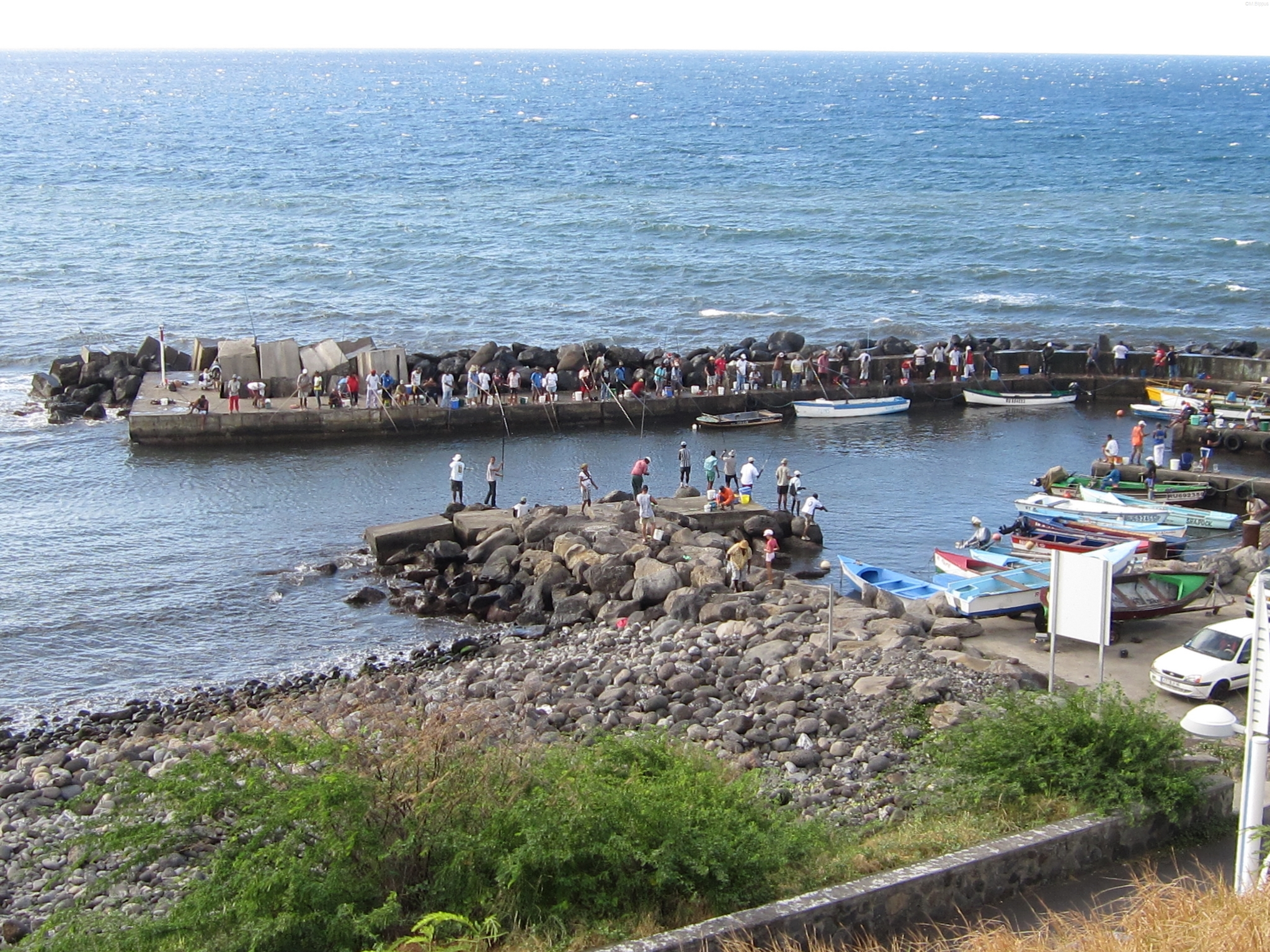
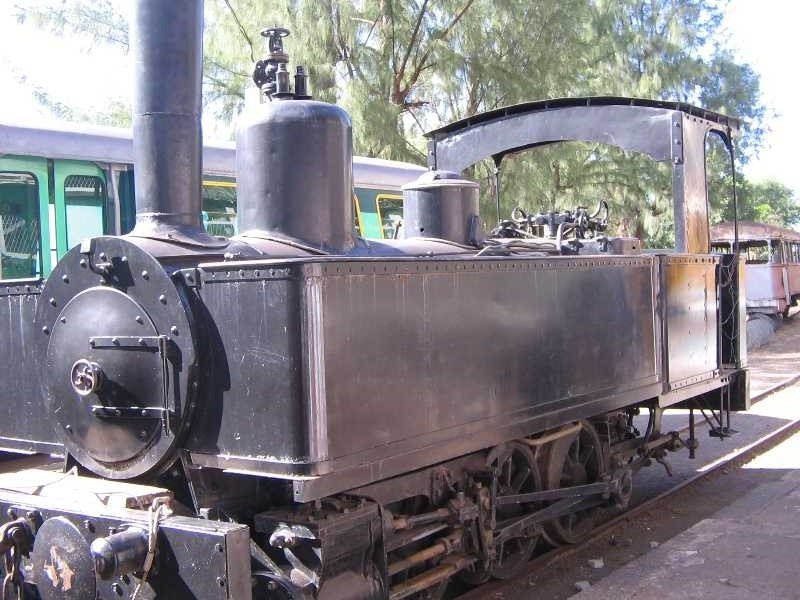
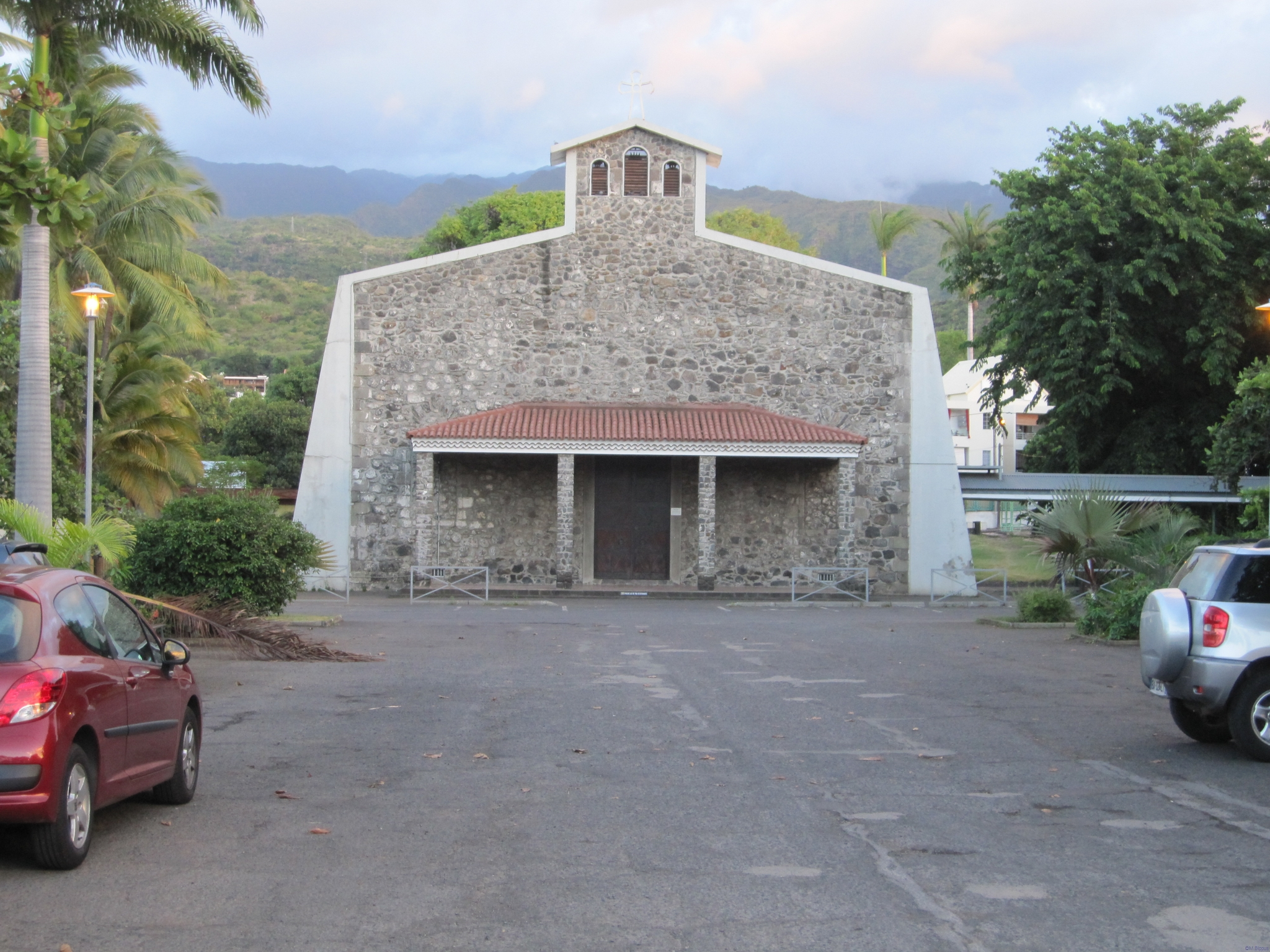